# Isabel Barreto Lobato
Isabel Barreto Lobato (Bazartete, Timor Portugués, 1948-Dili, Timor Oriental, 8 de diciembre de 1975) fue una política y activista timorense. Era una integrante activa de Fretilin, un partido revolucionario que defendía la independencia del Timor Portugués, destacando como la líder de la Asociación de Mujeres de ese mismo partido en el momento en que Timor Oriental decidió declarar unilateralmente su independencia en noviembre de 1975. Además, era la mujer de Nicolau dos Reis Lobato, primer ministro de Timor Oriental durante los nueve días de independencia antes de la invasión de Indonesia.

## Biografía
Barreto Lobato nació en el pueblo de Bazartete, Timor Portugués, en 1948. Se casó con Nicolau dos Reis Lobato en una ceremonia católica en la capilla de Bazartete en 1972. La pareja tuvo un hijo, José María Barreto Lobato. 
El 7 de diciembre de 1975, Indonesia invadió Timor Oriental a los pocos días de que los timorenses declararan la independencia unilateral de Portugal. Isabel Barreto Lobato fue capturada por las tropas indonesias junto a otros líderes políticos. A la mañana siguiente, el 8 de diciembre, Barreto Lobato fue llevada junto a sus compañeros de partido al muelle de Dili y allí los soldados indonesios les dispararon y arrojaron sus cuerpos al mar. Algunos de las figuras que también fueron asesinadas junto a Barreto Lobato son Rosa Bonaparte, Bernardino Bonaparte y Francisco Borja da Costa, el compositor del himno nacional de Timor Oriental.

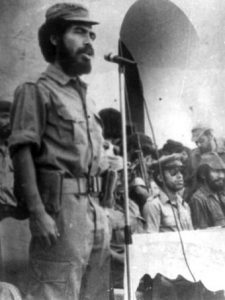
Su marido Nicolau dos Reis Lobato pronunciando la Declaración de Independencia de Timor Oriental.

Su marido, Nicolau dos Reis Lobato, consiguió escapar entre las montañas del interior de la isla cuando comenzó la invasión de Indonesia. Nicolau Lobato logró además motivar una guerra de guerrillas contra la ocupación indonesia, hasta su asesinato en 1978 por las fuerzas armadas indonesias lideradas por el entonces teniente Prabowo Subianto, presidente de Indonesia electo en 2019.
Tras los 24 de la ocupación indonesia de Timor Oriental, se calcula que fallecieron alrededor de 200 000 timorenses.